# بيت الحداد (بني سعد)

تعديل مصدري - تعديل

بيت الحداد هي إحدى قرى عزلة بني زيد بمديرية بني سعد التابعة لمحافظة المحويت، بلغ تعداد سكانها 105 نسمة حسب تعداد اليمن لعام 2004.